# Paranas
Paranas é um município de  segunda classe de renda municipal (d) na província Samar, nas Filipinas. De acordo com o censo de 1 de maio  de  2020 possui uma população de 32 374 pessoas e 7 324 domicílios.